# 中日新聞ニュース
『中日新聞ニュース』（ちゅうにちしんぶんニュース）とは、中日新聞社の系列新聞社が配信している地域の放送局または、列車内、ビルの電光掲示板、テレビなどで放送されている中日新聞のニュース。関東地区では中日新聞東京本社から発行されている東京新聞の題を取り、『東京新聞ニュース』（とうきょうしんぶんニュース）、北陸は中日新聞北陸本社から発行されている北陸中日新聞の題を取り、『北陸中日新聞ニュース』（ほくりくちゅうにちしんぶんニュース）、と地域によってタイトルが変わっている。
なお中日新聞の休刊日前日に、休刊日のお知らせと、中日新聞モバイルサイトにおけるニュース配信、CBCテレビ、CBCラジオ、東海テレビ放送、東海ラジオ放送で『中日新聞ニュース』が放送されているとのお知らせが掲載されていたが、インターネットやスマートフォンの普及が高いことなどから掲載を止りやめた。
新幹線、ビルの屋上などの電光掲示板などは、『中日新聞ニュース』のタイトルを使用している（東海テレビ本社ビルの外壁にある電光ニュースの題名は『東海テレニュース』）。

## 中日新聞ニュース

### 電光掲示板
- ナゴヤドームのライブビジョン（中日戦試合前後）、名古屋市営地下鉄の到着列車電子案内板、東海地方の各地にある電光掲示板や大型ビジョンなどの一部でスクロール表示される文字ニュース。内容はすべて同じである。
- 電光掲示板での文字ニュースは1970年代からすでに行われており、名古屋駅にある新幹線ホームから見える名古屋の一景色の一つともなっていた。特に筆頭にあげられるのは、国鉄（JR東海）名古屋駅のビルの頂上部分を帯状に取り巻くように設置されていた横長の電光掲示板であったが、1993年の駅ビル建て替えに伴う解体により消滅した。
- かつては、東海地方を走行中の東海道新幹線の車内でも文字ニュースを提供していたが、2020年3月13日で終了した[1]。同様に名古屋鉄道で運転中の車内案内表示装置への文字ニュース提供も2021年9月30日を以って終了した。

### 放送
- CBCラジオ、東海テレビ放送、東海ラジオ、テレビ愛知、ZIP-FM、エフエム岐阜（FM GIFU）、三重テレビ放送、エフエム滋賀（e-radio）、テレビ静岡、静岡エフエム放送（K-mix）、福井テレビジョン放送、福井エフエム放送（FM福井）で放送。内容は各局独自制作である。
  - CBCテレビは『CBCニュース』のタイトルで放送。下記別項参照。
  - 東海テレビは『東海テレニュース』のタイトルで、土曜日の夕方は『ニュースONE』のタイトルで放送。当該項を参照。
    - 東海ラジオでは毎時50分あるいは55分に放送（交通情報・天気予報を含む）。

  - テレビ愛知は『5時スタ』『TXNニュース』（土日夕方枠）において、日本経済新聞との協力という形で放送。
  - ZIP-FMは2020年4月から2022年3月まで、『Z-BIZ.』の枠内で放送していた。
  - 三重テレビは『三重テレビニュースウィズ（旧・三重テレビ ワイドニュース）』（平日夕方・21時台枠）、『三重テレビニュース』（土日夕方枠）において協力という形で放送している。また、平日23時台、土曜21時台には『中日ニュース』のタイトルで放送しており、平日21時台の『三重テレビニュースウィズ』と併せて『中日スポーツ・ニュース』も制作している。これはかつて平日21時台が『中日ニュース』（下記参照）だった時代と同じ体制である。更に放送終了前の3分間『中日新聞文字ニュース』を放送されている（1980年代後半にも連日日中に同様の番組を行っていたが画面は全く異なる）が、これは名古屋のケーブルテレビ・スターキャットの自主放送チャンネルで流れているものと同種である（ただし両方で同時に放送されていても同じニュースを放送していない）。
  - テレビ静岡では、日曜朝の『FNNニュース』を『FNN中日新聞ニュース』として放送している（タイトルは3か月毎に『FNN産経新聞ニュース』と交互に切り替えて放送）。
  - 長野放送では以前までは、土曜日の朝枠の『産経テレニュースFNN』でのタイトルの差し替えや、木曜日の午後に自主制作のスポットニュース枠で『中日新聞ニュース』を放送していたが、現在は『中日新聞ニュース』の放送は行われていない。
  - e-radioでは毎日1回放送（2009年3月までは毎日2回放送）を行ってきたが、2014年3月31日で放送を終了。ニュースは京都新聞とびわ湖放送からの配信となっている。
  - FM GIFUでは月曜日から金曜日に午前3回（7:35、8:55、9:48）・夕方3回（17:10、17:48、18:48）放送している。
  - K-mixでは『K-MIX HEADLINE NEWS』として放送している。当該項を参照。
- フジテレビ収録の『東京新聞ニュース（後述）』を『中日ニュース』として放送。放送された局は、CBCテレビ（17:00）、三重テレビ（17:50）、富山テレビ、石川テレビ、福井テレビ（以上3局16:00）。収録は後に千葉テレビ放送に変更になった。
  - なお、三重テレビでは1987年4月から1992年3月までに、「中日新聞ニュース」と改題し全国ニュースとして放送されていた。また、『三重テレビ ワイドニュース』に統合されてからも、1992年4月から1996年3月まで全国ニュースのコーナーとして配信された。北陸三県は16時から一斉に放送していたが、1992年3月に打ち切りとなった。現在、富山テレビと石川テレビで放送されているニュースはこの名残りである。
  - 東海テレビでもかつてCBCが『中日ニュース』を放送していた時期に、平日の『FNNニュースレポート6:00』の直前に、ローカルニュース『イブニングニュース630』とは別に17:56から『中日ニュース』を放送していたことがある。
- 東海テレビで放送されている『中日新聞テレビ日曜夕刊』、並びに富山テレビ・石川テレビで放映中の『北陸中日新聞 サンデーNews』[2]（日曜夕方の『FNN Live News イット!』のタイトル差し替え）。
- 福井テレビで現在放送中のものは、FNNの冠が付かない「自社制作・全国ニュース」として放送している（映像はFNN素材を自社編集の上使用）。これは開局時に報道協力を要請した福井新聞・中日新聞（日刊県民福井）との取り決めによるもので、ローカル協力を福井新聞、全国協力を中日新聞と分けている（この取り決めに沿う形で『FNN Live News days』『FNN Live News α』には「協力・中日新聞（FTBと最も結びつきの強い中日系県域新聞の「日刊県民福井」ではない）」のクレジットが入る。過去には日曜昼の『FNN福井テレビニュース』でも2010年代前半までクレジットがあった）。
- FM福井では『FM福井ニュース』で1月・4月・7月・10月に放送している。
- 富山県では、富山テレビが開局しネット開始する以前は、北日本放送（日本テレビ系列）で平日12時前にネットされていた[3]。

#### CBCラジオにおける放送時間
- 毎正時（00分）を基本とする。月 - 土の15時のみ『茶の間の新聞』という題名で放送するが、中日ドラゴンズデーゲーム中継がある場合は休止となる。7時のニュースではJNN記者リポートの録音が放送されることがある。
  - 正時以外の放送時間 6:32、7:30（この2つは月～金のみ『CBCラジオ ＃プラス!』に内包）、11:55（月 - 日、2014年4月改編より独立番組として放送）、22:55（日曜、独立番組として放送。月は『らじお女子の「ラジオに恋して」』に内包し21:25頃放送。火 - 金は『ドラ魂ナイト』に内包。21:10頃の放送。「CBCドラゴンズナイター」延長時は時間変更、または休止）。

※2008年10月改編時より、7時 - 21時台の定時ニュースは以前より回数が増え、ほぼ1時間ヘッドでの放送となっている。　

#### CBCテレビにおける放送時間
- 朝：月曜 - 金曜『THE TIME,』内6:30・6:50頃・7:50頃[注 1]、土曜『JNNニュース』内5:39頃「夜明けのラヴィット!」内6:38頃、日曜『JNNニュース』内6:54頃

- 昼：月曜 - 金曜『ひるおび!・JNNニュース』内11:49頃（「TBS NEWS」でもMBSニュースとのセットで時差放送。MBS→CBCの順番で放送される。キャスターの案内は、「続いて、名古屋CBCのスタジオからお伝えします。」）、土曜11:54頃、日曜11:35頃（土日は『JNNニュース』に内包）

- 夕方：土曜『報道特集』内17:42、日曜『Nスタ』内17:47頃

- 夜：月曜0:46頃（日曜深夜）・23:50頃、火曜 - 木曜23:50頃、土曜0:15（金曜深夜）、日曜0:56頃（土曜深夜）（月～木曜の深夜は『news23』に、日・月曜の未明は『S☆1』にそれぞれ内包）

※実際はCBCテレビの自社制作で『CBCニュース』のタイトルだが、『協力：中日新聞』のクレジットが付けられている。
基本的にはJNN系列統一フォーマットを使用するが、『THE TIME,』『報道特集』『Nスタ』『news23』内の放送に関しては各番組に準じたテロップを使用する。

##### 関連番組
- （終了）イッポウ（CBCテレビ・月 - 金 16:50 - 19:00　番組オープニングで「協力 中日新聞」のクレジットを表示。17:50 - 18:15は「Nスタ・第2部」のJNNニュースパートを内包、2019年3月29日終了）
- チャント!（CBCテレビ・月 - 金 15:49 - 19:00・中断 17:50 - 18:15「Nスタ」、2019年4月1日開始）
- 北野誠のズバリ（CBCラジオ・月 - 金 13:00～16:00　平日の「茶の間の新聞」は同番組に内包。13時台のみ番組オープニングの後で放送するため、正時よりは少し遅れる）
- CBCラジオ ＃プラス!（CBCラジオ・月 - 金 6:30 - 9:00 かつて同時間帯に放送されていた多田しげおの気分爽快!!朝からP・O・Nと同様、番組内での中日新聞ニュースは「中日新聞ヘッドラインニュース」となる）
- JNNニュース
- Nスタ
- 報道特集
- News23
- S☆1

## 東京新聞ニュース
- テレビ　テレビ神奈川、千葉テレビ、テレビ埼玉の各局で、いわゆる5社ニュースの時間帯（17:50 - 18:00）に2005年3月まで木曜日に放送されていた番組。前述の『中日ニュース』と同内容で、タイトルの文字だけ異なる。かつては、フジテレビのスタジオ（主にタイム3など昼のワイドショーで使ったスタジオを使用）で収録していたが、後に1990年代後半に千葉テレビのスタジオでの収録に変わり、内容もかつての『読売新聞ニュース（夕刊）→読売新聞 はーい夕刊』のように東京新聞の紙面からニュースを伝える形式となった。
  - テーマソングは過去にテレビ朝日の『日曜夕刊!こちらデスク』でも使用されたヴァンゲリス「パルスター」の冒頭部分を使っていた。また東京都心の映像をバックにしたタイトルは三重テレビ放送の中日新聞ニュースでも放送され、タイトルも「中日ニュース」に差し替えたものが放送された。また1990年前後には、フジテレビ系3局（富山テレビ・石川テレビ・福井テレビ）でも16時から一斉に放送されていた(現在でも枠自体は残っているが各局別の放送である。後述)。
  - キャスターは中日新聞東京本社の第一線記者が持ち回りで出演していた。当ニュース終了により5社ニュースの枠は完全消滅になった。

- ラジオ　かつしかFMで放送されていた。

## 北陸中日新聞ニュース
『北陸中日新聞ニュース』は石川テレビ放送で放送されている。なお、富山テレビでは2024年までに、エフエム石川では2024年6月28日、富山エフエム放送（FMとやま）では、2018年で終了している。
石川テレビ
- 平日 11:42 - 11:50（2025年1月6日から現在の時間。『FNN Live News days』に内包）